# Skäcklinge
Skäcklinge är ett bostadsområde i Tumba, Botkyrka kommun, Stockholms län, Sverige. Bebyggelsen består av radhus- och villaområden, och angränsar till höghusområdet Storvreten samt Broängen, Kassmyra och Lövholmen.
Bussförbindelser finns till och från Tumba station och Vårsta. I samband med Stockholmsförsöket så tillkom en direktbusslinje 747X från Skäcklinge via motorvägen till Fridhemsplan i Stockholm efter trängselskattens införande så permanentades linjen under beteckningen 743.
År 2006 omvandlades två stora bostadsrättsföreningar i Skäcklinge till egnahem.[källa behövs]